# Kalmar Länsbladet
Kalmar Länsbladet var en politisk tidskrift med utgivningsperioden den 1948 till 1 juli 1975. Tidningens fullständiga titel var Kalmar Länsbladet. Kungliga Biblioteket har bara nummer från 1950 men Göteborgs Universitetsbibliotek har nummer från 1948.

## Redaktion
Redaktionsort för tidningen var under åren 1950-1968 Oskarshamn sedan 1968-1975  i Kalmar. Tidningen var organisatoriskt anknuten till Folkpartiet i Kalmarlän och var en folkpartistisk politisk tidskrift. Tidningen hade en utgivning av 4 till 8 nummer per år. Tidningen var endast daterad med nr och år samt från 1965 även med månad. Alla dateringar är därför ungefärliga. Vissa nummerav tidningen hade endast kallelser till möten. 
| Period                 | Ansvarig utgivare | Period                 | Redaktör        | Kommentar         |
| 1950-07-01--1955-03-15 | Carlsson, Helge   | 1950-07-01--1955-03-15 | Carlsson, Helge |                   |
| 1955-05-15--1975-04-15 | Hamrin, Mac P.    | 1955-05-15--1971-04-15 | Hamrin, Mac P.  | ansvarig utgivare |
| 1955-05-15--1975-04-15 | Hamrin, Mac P.    | 1971-08-15--1974-04-15 | Thoresson, Arne |                   |
| 1955-05-15--1975-04-15 | Hamrin, Mac P.    | 1974-09-15--1975-04-15 | Jonsson, Göran  |                   |

## Tryckning
Förlaget hette  Kalmar Läns Bladet Förening med säte i  Oskarshamn. Tidningen trycktes med färgen svart +1 så kallad  duplex. Typsnitt var hela tiden antikva. Satsytan var till 1960  större 53x34-35 cm, dvs av dagstidningsformat. Sedan har tidningen ett litet format 18-19 x 12-13 eller tabloidformat 35x25. Sidantal i tidningen varierade från 8 sidor fram till 1960, sedan 10-16 sidor under 1960. 1961-1965 hade tidningen 12-16 sidor. De avslutande åren till 1975 var det 8-16 sidor. Priset var från 4,50  kronor 1950, 5 kr 1952-1953, 3 kr 1954 och sedan till slutet av 1966 5 kronor. 1967 till 1975 var tidningen gratis ( troligen för medlemmar i Folkpartiet i Kalmar län.)
Tryckerier varierade mycket och framgår av tabellen.
| Period                 | Tryckeri                        | Ort          |
| 1950-07-01--1960-12-15 | Oskarshamns-Tidningens tryckeri | Oskarshamn   |
| 1961-03-15--1962-08-15 | OT-tryckeriet                   | Oskarshamn   |
| 1963-03-15--1963-03-15 | Oskarshamns-Tidningens tryckeri | Oskarshamn   |
| 1964-04-15--1964-08-15 | Sölvesborgs boktryckeri         | Sölvesborg   |
| 1964-10-15--1966-04-15 | Ekblads                         | Västervik    |
| 1966-09-15--1966-09-15 | Aktiebolaget Allehanda tryckeri | Örnsköldsvik |
| 1966-10-15--1972-04-15 | Ekblads                         | Västervik    |
| 1972-09-15--1975-04-15 | Tullbergs                       | Vinslöv      |